# Renneckenberg

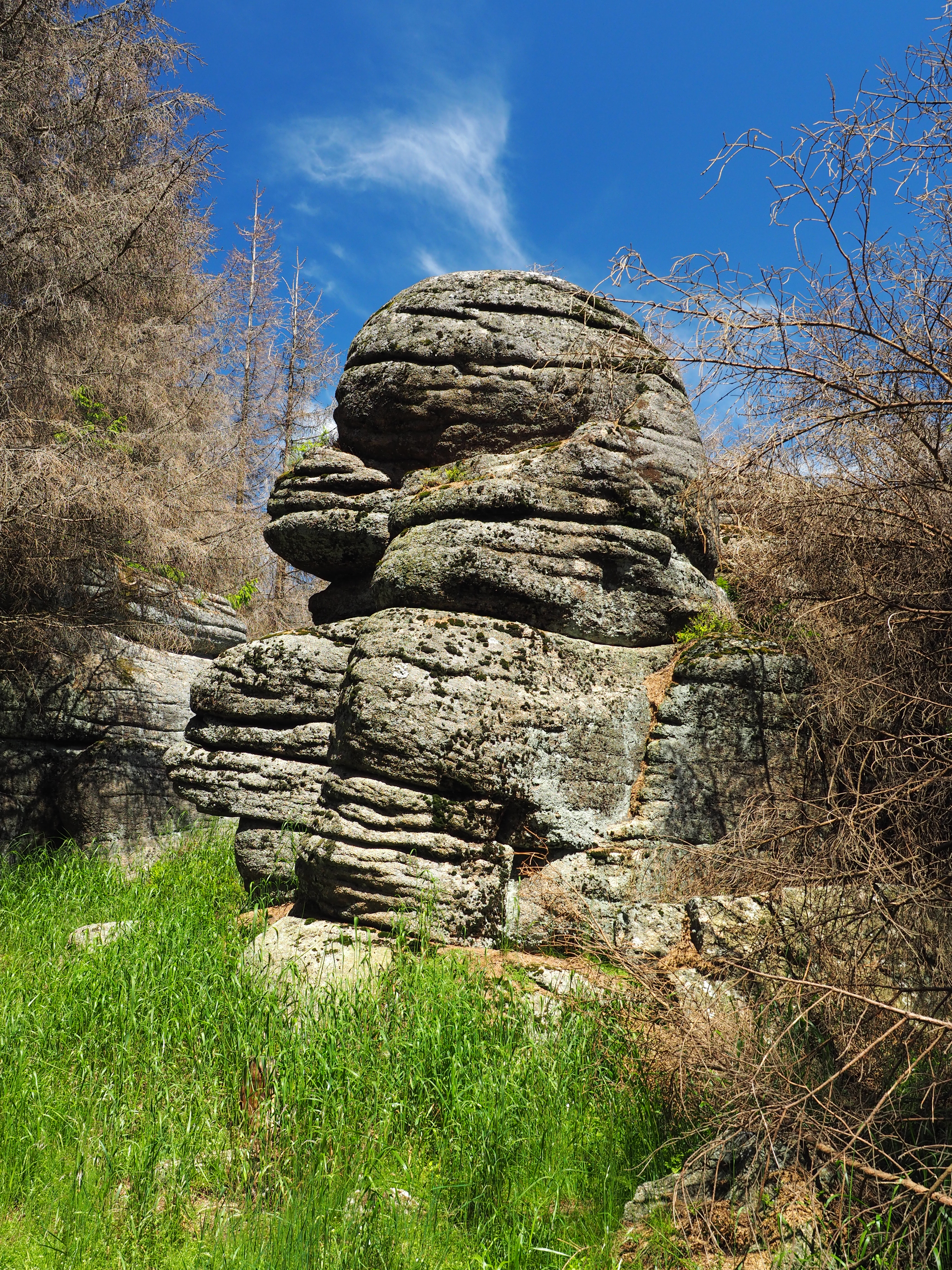
Felsklippe Brockenkinder auf dem Renneckenberg

Der Renneckenberg, früher meist Rennekenberg genannt, ist ein etwa 933 m ü. NHN hoher Berg im Mittelgebirge Harz (Hochharz). Er liegt nahe Schierke im Stadtgebiet von Wernigerode im sachsen-anhaltischen Landkreis Harz.

## Geographie

### Lage
Der Renneckenberg erhebt sich im Nationalpark Harz und im Naturpark Harz/Sachsen-Anhalt. Sein Gipfel liegt knapp 3 km nördlich des zu Wernigerode gehörenden Dorfs Schierke und etwa 300 m östlich der Brockenstraße (K 1356), die von Schierke auf den Brocken (1141,1 m) führt. Als Höhenzug erstreckt er sich etwa von den Zeterklippen (max. ca. 830 m) im Nordnordwesten bis zur Kapellenklippe (bei ca. 910 m) im Südsüdosten.
In Richtung Nordnordwesten fällt die Landschaft des Renneckenbergs in das Tal der Ilse ab, etwa nach Nordosten leitet sie vorbei am Molkenhaus zur Hohen Wand (758 m) mit den Ohrenklippen über und nach Osten fällt sie in das Tal der am Berg im Übergangsbereich zum südöstlich gelegenen Hohnekamm (900,6 m; mit Hohneklippen) entspringenden Holtemme ab. In Richtung Südosten leitet die Landschaft über den quellnahen Oberlauf der im Südsüdosten einiges unterhalb der Kapellenklippe entspringenden Wormke zum Erdbeerkopf (847,7 m) über. Nach Süden fällt das Gelände in das Tal der Kalten Bode mit dem Dorf Schierke ab. Nach Westsüdwesten besteht über den auf dem Brockenbett gelegenen Gebirgspass Gelber Brink (⊙; 900,6 m) an der Brockenstraße Verbindung zur Heinrichshöhe (ca. 1045 m), einer südöstlichen Nebenkuppe des Brockens; nördlich des Passes fließt die Ilse und südlich ein kleiner namenloser Zufluss der Kalten Bode. Im Westen leitet die Landschaft über den quellnahen Oberlauf der Ilse zum Brocken über.

### Naturräumliche Zuordnung
Der Renneckenberg gehört in der naturräumlichen Haupteinheitengruppe Harz (Nr. 38) und in der Haupteinheit Hochharz (381) zur Untereinheit Brocken (Östliches Brocken-Massiv; 381.0).

### Berghöhe und Felsklippen
Während die Höhe des Renneckenbergs gewöhnlich mit 933 m (Südkuppe) angegeben wird, liegt die letzte auf topographischen Karten ersichtliche Höhenlinie unterhalb des Gipfels auf 930 m; seine Nordkuppe ist 929,7 m hoch.
Auf dem bewaldeten Berg gibt es – neben den oben genannten Zeterklippen und der Kapellenklippe – viele Felsklippen, die mit Ausnahme der westnordwestlich vom Gipfel gelegenen Brockenkinder (bei ca. 905 m) namenlos sind.

## Schutzgebiete
Neben seiner zentralen Lage im Nationalpark Harz liegen auf dem Renneckenberg Teile des Landschaftsschutzgebiets Harz und nördliches Harzvorland (CDDA-Nr. 20784; 1968 ausgewiesen; 1587,6238 km² groß), des Fauna-Flora-Habitat-Gebiets Hochharz (FFH-Nr. 4229-301; 60,23 km²) und des Vogelschutzgebiets Hochharz (VSG-Nr. 4229-401; 61,12 km²).

## Skihütte und Wandern
Westlich des Berggipfels steht in Richtung der Brockenstraße auf etwa 912 m Höhe die Skihütte des Skiklubs Wernigerode. Der auf dem Brockenbett an der Brockenstraße gelegene Gebirgspass Gelber Brink (900,6 m) ist als Nr. 22 in das System der Stempelstellen der Harzer Wandernadel einbezogen.